# トウカイヨシノボリ
トウカイヨシノボリ（Rhinogobius telma）は東海地方固有の淡水魚。2019年に新種記載されたハゼで、平地の流れの緩やかな場所に生息する。鰓蓋の前鰓蓋菅を欠くことが最大の特徴。

## 分布
三重県、岐阜県、愛知県（犬山市、名古屋市、長久手市、日進市、西尾市。豊川市、豊田市では絶滅。）、静岡県西部。

## 形態
全長は3 - 4 cm（センチメートルで最大5 cm。胸鰭条数は19 - 21、縦列鱗数数31 - 34、背鰭前方鱗数3 - 15である。
鰓蓋の前鰓蓋菅を欠くということが明瞭かつ最大の特徴である。
体色は灰色や褐色で、体側に暗色斑があるが、不規則な列になり、まだら模様に見えることが多い。吻が短く、頭部が詰まった印象である。また、第1背鰭には黒斑があり、繁殖期の雄の喉部は橙色になり、さらに黒味が強くなる。第1背鰭は伸長しない。体側の模様はほかのヨシノボリに比べ不明瞭で、まだら状に見えることが多い。ヨシノボリとしては比較的小型である。

## 生態
池や沼やそれにつながる水路、水田地帯の河川に生息する。川や水路の場合では、一年中水が枯れない環境の、河岸の流れの緩やかな泥底を好み、汚濁の進んだ環境では見られない。ため池の場合は、山間地や丘陵地に作られた池などに見られる。繁殖期は 4 - 6 月頃と推定される。仔稚魚は流れの無い場所で浮遊生活を送り、海に下ることはない。岐阜県では水路や、山間部のため池に見られることが多い
。三重県内においては、一年を通して本種が生息する水田や水路がみられない。食性や繁殖行動は不明な点が多い。

## 研究史
もともと「ヨシノボリ」という名前で総括されていた魚に対し、20世紀後半以降、さまざまな地域個体群や型が提唱されていった。
そんな中、1989年に、越川氏らによって、そうした諸型を統合するトウヨシノボリという種が示唆された。このトウヨシノボリという種のうち東海地方に固有な地域個体群が知られるようになり、ウシヨシノボリと呼ばれるようになった。
2005年、 鈴木寿之氏と坂本勝一氏が、『日本生物地理学会』第60巻第13号20頁で「岐阜県と愛知県で採集されたトウカイヨシノボリ（新称）」を発表し、ウシヨシノボリに相当する個体群に対し、トウカイヨシノボリ（Rhinodobius sp.TO）という標準和名を提唱した。
2010年に、シマヒレヨシノボリとトウカイヨシノボリを比較検証した論文が出される。
2019年、トウカイヨシノボリがシマヒレヨシノボリとともに新種記載され、学名（ Rhinogobius telma）が提唱された。

## 保全状況
本種の保全状況を危ういものとしている要因の一つとして生息地の消失が挙げられる。平野部の池や沼に生息していることから、埋め立てによる生息地の消失が頻発している。例として、愛知県豊川市のため池が東三河唯一の生息地であったが、このため池は2000年代に埋め立てられて消失した。
また、外来魚のオオクチバスの食害も要因の一つである。多くの地域で、釣り目的のオオクチバスの放流によって、オオクチバスの生息するため池では激減、もしくは絶滅したと推定され、多くの生息地が失われたと考えられる。例として、岐阜県関市の池周辺ではそれまでトウカイヨシノボリの生息はわずかだったが、2006年に池でオオクチバスの駆除を行ったところ、トウカイヨシノボリの生息数が激増した。2007年には三重県多気町の水路でもトウカイヨシノボリが採集されたが、この水路もオオクチバスが生息しており、適切な保護が必要とされている。
アユや、コイ、ヘラブナの放流に混じって侵入したヨシノボリ類との交雑も減少要因になっている。例として、形態とmtDNAの比較から、他地域産のトウヨシノボリ、シマヒレヨシノボリ、ビワヨシノボリといった近縁種と雑種化して絶滅したと考えられる地点が犬山市、名古屋市、豊田市で確認されている。三重県鈴鹿市南部ではヨシノボリが見られた11地点のうちトウカイヨシノボリは1地点で確認されるのみであり、4地点でトウヨシノボリとの雑種であった。同県松阪市ではシマヒレヨシノボリとの雑種が確認されている。
本種は名古屋市内の住宅街でもみられる。このことは本種が汚濁の激しい都市河川のような環境でも生育可能であることを示唆しているように思える。しかし、名古屋市内のいずれの生息地も孤立しており、生息地周辺は宅地開発が進んでいるうえ、オオクチバスや近畿地方から侵入したヨシノボリ類の生息地が周囲に広がるため、現在残された生息地は危機的状況である。
こうしたことから、三重県では絶滅危惧ⅠA類、岐阜県では準絶滅危惧、愛知県では絶滅危惧ⅠA類、にそれぞれ指定されており、本種の保全状況も同様に危ういものと思われる。しかし、環境省は準絶滅危惧に指定している。
準絶滅危惧（NT）（環境省レッドリスト）